# Prackenbach
Prackenbach è un comune tedesco di 2 713 abitanti, situato nel land della Baviera.